# Lãnh thổ Idaho
Lãnh thổ Idaho (tiếng Anh: Territory of Idaho hay Idaho Territory) từng là một lãnh thổ hợp nhất có tổ chức của Hoa Kỳ, tồn tại từ 4 tháng 3 năm 1863 cho đến 3 tháng 7 năm 1890 khi vào giai đoạn cuối cùng, lãnh thổ này được phép gia nhập liên bang để trở thành tiểu bang Idaho.

## Thập niên 1860
Lãnh thổ được chính thức tổ chức vào ngày 4 tháng 3 năm 1863 bởi một đạo luật của Quốc hội Hoa Kỳ, và được tổng thống Abraham Lincoln ký thành luật. Đây là một vùng đất thừa kế, được tạo thành từ các khu vực đất của các lãnh thổ vẫn đang tồn tại nhưng trải qua các giai đoạn chính trị song hành, bắt đầu bằng các cuộc tranh chấp giữa các quốc gia (xem Xứ Oregon). Đến năm 1863 khu vực ở phía tây Đường phân thủy Lục địa Bắc Mỹ mà trước đó từng là một phần của Lãnh thổ Oregon rất rộng lớn (vào lúc đó một phần đất đai đã trở thành một tiểu bang) đã được phân chia thành Lãnh thổ Washington ở phía bắc tiểu bang Oregon non trẻ, phần đất còn lại của Lãnh thổ Oregon chính thức trở thành "chưa tổ chức"— trong khi đó phần đất trong khu vực phía đông của đường phân thủy lục địa từng là một phần của Lãnh thổ Dakota chưa được phân định rõ ràng với rnh giới của nó kết thúc dọc theo vĩ độ 49 - hiện nay là biên giới với Canada, một đất thuộc địa của Anh khi đó.
Lãnh thổ khi vừa mới tổ chức bao trùm phần lớn các tiểu bang ngày nay là Idaho, Montana và Wyoming. Từ đông sang tây, Đường mòn Oregon đầy bận rộn hoàn toàn đi băng qua nó. Một số con đường di dân khác cũng đi qua một phần lãnh thổ này trong đó có Đường mòn California và Đường mòn Mormon kể từ năm 1847. Các đường mòn này đã giúp cho các xe ngựa kéo chở người định cư đi về phía tây, và đồng thời, băng qua đường phân thủy lục địa vào lưu vực sông Snake, là cửa ngỏ chính vào Idaho và nội địa Xứ Oregon.
Thủ phủ lãnh thổ đầu tiên được đặt tại Lewiston lúc mới thành lập vào năm 1863 đến 1866. Boise trở thành thủ phủ từ năm 1866 nhờ vào tỉ lệ hơn một phiếu bầu của tòa án tối cao lãnh thổ.
Tuy vụ thảm sát sông Bear năm 1863 tại nơi mà ngày nay là Quận Franklin được xem là trận đánh xa nhất ở phía tây của cuộc Nội chiến Hoa Kỳ nhưng sự biến động do nội chiến gây ra cũng như thời tái thiết nội chiến không là mối lo ngại của những ại sống trong Lãnh thổ Idaho tương đối bình yên. Chính tình hình ổn định này đã khuyến khích người định cư tìm đến đây sinh sống.
Năm 1864, Lãnh thổ Montana được tổ chức từ phần đất phía đông bắc của Lãnh thổ, ở phía đông dãy núi Bitterroot. Phần lớn khu vực đông nam của lãnh thổ được biến thành một phần của Lãnh thổ Dakota.

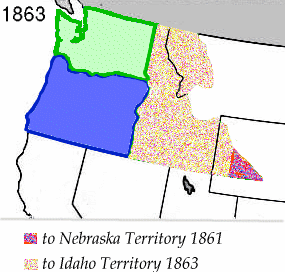
Cựu Lãnh thổ Washington—và các phần đất nhượng cho các lãnh thổ mới là Lãnh thổ Nebraska và Lãnh thổ Idaho năm 1863.
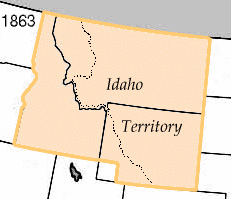
Lãnh thổ Idaho năm 1863
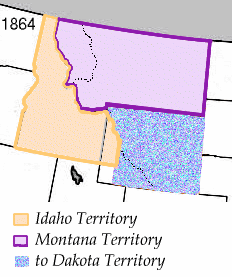
Các khu vực nhượng cho Lãnh thổ Montana và Lãnh thổ Dakota năm 1864
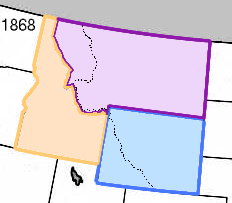
Các lãnh thổ Idaho, Montana, và Wyoming năm 1868

Cuối thập niên 1860, Lãnh thổ Idaho trở thành một điểm đến của các đảng viên Dân chủ miền Nam Hoa Kỳ, từng chiến đấu cho Liên minh miền Nam Hoa Kỳ trong nội chiến. Những người này có đại diện đầy đủ trong các nghị viện lãnh thổ vào thời gian đầu và vì thế nghị viện lãnh thổ thường hay xung đột với các thống đốc lãnh thổ được đảng Cộng hòa bổ nhiệm. Xung đột chính trị trở nên đặc biệt nghiêm trọng vào năm 1867 khi thống đốc David W. Ballard phải yêu cầu quân đội liên bang đóng tại đồn Boise chống lại nghị viện lãnh thổ. Tuy nhiên đến năm 1870, xung đột chính trị dần lắng dịu thấy rõ.
Năm 1868, các khu vực nằm ở phía đông kinh độ 111 Tây trở thành một phần đất của lãnh thổ mới, Lãnh thổ Wyoming. Đến lúc này thì Lãnh thổ Idaho chỉ còn lại các đường ranh giới như tiểu bang Idaho bây giờ. Sự việc tìm thấy vàng, bạc và các tài nguyên thiên nhiên quý giá khác trên khắp Idaho, bắt đầu trong thập niên 1860 cũng như sự kiện hoàn thành đường sắt liên lục địa vào năm 1869 đã mang nhiều di dân mới đến lãnh thổ trong đó có các lao công người Hoa đến làm việc tại các hầm mỏ. Khi Idaho gần trở thành tiểu bang thì ngành công nhiệp khai thác và khai quặng trở nên ngày càng quan trọng đối với nền kinh tế của Idaho. Đến thập niên 1890, chẳng hạn, Idaho xuất cảng nhiều chì hơn bất cứ tiểu bang nào khác.

## Thập niên 1870
Nhà tù lãnh thổ bắt đầu được xây dựng năm 1870 và hoàn thành năm 1872. Cựu Nhà tù Tiểu bang Idaho được xếp vào Sổ bộ Địa danh Lịch sử Quốc gia Hoa Kỳ năm 1974 vì sự nổi bật của nó với vai trò một nhà tù lãnh thổ. Địa điểm này hiện nay có các bảo tàng và một vườn cây.

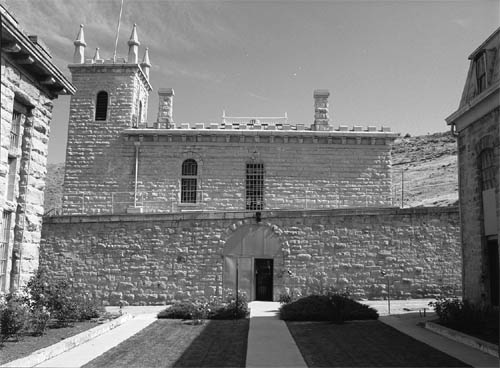
Lối vào Cựu Nhà tù Lãnh thổ

Gần như ngay sau khi Lãnh thổ Idaho được thành lập thì một hệ thống trường công cộng cũng được thành lập. Nhiều tờ báo hoạt động tại Lewiston, Boise và Silver City vào khoảng năm 1865. Đường điện tín đầu tiên đến Franklin năm 1866 với Lewiston là thị trấn đầu tiên được kết nối tại bắc Idaho năm 1874. Cuộc gọi iện thoại đầu tiên tại Tây Bắc Thái Bình Dương xảy ra vào ngày 10 tháng 5 năm 1878 tại Lewiston.
Tuy hình thành một cộng đồng thiểu số, nhóm người Mormon bị những người khác nghi kị tại Idaho. Đến năm 1882, những người Idaho quyền lực và nổi tiếng đã thành công tước bỏ quyền đầu phiếu của các cử tri Mormon trong Lãnh thổ Idaho với lý lẽ cho rằng người Mormon theo chế độ đa thê đa phu bất hợp pháp. Idaho được phép trở thành tiểu bang khoảng 6 năm trước Utah, một lãnh thổ có dân số đông hơn và có lịch sử định cư lâu hơn nhưng vì có đa số dân là người theo đạo Mormon ủng hộ chế độ đa thê đa phu.
Có bốn ngàn người Hoa sống trong Lãnh thổ Idaho từ năm 1869 đến năm 1875. Giống như nhiều người Hoa di dân, họ đến "Kim Sơn" (núi vàng) để làm công nhân khai mỏ, hay tìm việc giặt ủi và đầu bếp. Điều tra dân số năm 1870 cho thấy có 1.751 người Hoa tại Idaho City, chiếm khoảng gần phân nửa dân số thành phố này.

## Thập niên 1880
Sau khi thủ phủ di dời, các lời đề nghị đầy tranh cãi về việc chia tách lãnh thổ thành hai miền trở nên lan rộng. Năm 1887, Lãnh thổ Idaho gần như bị xóa sổ nhưng vì nghe theo lời của thống đốc Edward A. Stevenson mà tổng thống Grover Cleveland từ chối ký đạo luật chia tách lãnh thổ thành hai phần, phía bắc giao cho Lãnh thổ Washington và phía nam giao cho Nevada.
Năm 1889, Đại học Idaho được phép xây dựng tại thị trấn ở miền bắc là Moscow thay vì vị trí như ban đầu hoạch định là tại Eagle Rock (hiện nay là Idaho Falls) ở miền nam. Sự kiện này phục vụ như để làm dịu bớt cảm giác khó chịu của các cư dân Bắc Idaho vì đã mất đi thủ phủ tại miền Bắc.
Lãnh thổ được phép gia nhập liên bang để trở thành tiểu bang Idaho vào ngày 3 tháng 7 năm 1890.